# Edward Cyrson
Edward Franciszek Cyrson (ur. 29 lipca 1940 w Tczewie, zm. 18 czerwca 2018 w Poznaniu) – polski prawnik i ekonomista, nauczyciel akademicki; doktor habilitowany nauk ekonomicznych, specjalizujący się w ekonomii politycznej i zarządzaniu marketingiem.

## Życiorys
Urodził się 29 lipca 1940 w Tczewie, w ówczesnej rejencji gdańskiej Okręgu Rzeszy Gdańsk-Prusy Zachodnie. Syn Pawła i Marty. Absolwent Wydziału Prawa Uniwersytetu im. Adama Mickiewicza w Poznaniu (1964), gdzie był jednocześnie słuchaczem sekcji ekonomicznej przy Wydziale Prawa. Po ukończeniu studiów prawniczych podjął pracę w Katedrze Ekonomii Politycznej Wydziału Prawa, po czym ukończył studia uzupełniające na Wydziale Ekonomii Politycznej Uniwersytetu Warszawskiego, uzyskując tytuł magistra nauk ekonomicznych (1966). 
W roku akademickim 1967/1968 odbył studia ekonomiczne w Stanach Zjednoczonych, gromadząc jednocześnie materiały do swojej pracy doktorskiej zatytułowanej Koncentracja produkcji i kapitału a rozwój nowych technologii we współczesnym przemyśle przetwórczym USA. Obrona tej pracy odbyła się na Wydziale Handlu Zagranicznego Szkoły Głównej Planowania i Statystyki w Warszawie, gdzie uzyskał stopień doktora nauk ekonomicznych (1971). Na uniwersytecie został awansowany na stanowisko adiunkta. W roku 1982 uzyskał stopień doktora habilitowanego na Wydziale Handlu Zagranicznego w Szkole Głównej Planowania i Statystyki w Warszawie na podstawie oceny dorobku naukowego oraz rozprawy habilitacyjnej pt. Korporacje wielonarodowe. Prawidłowości ekspansji zagranicznej. W 1992 ukończył International Senior Management Program na Harvard University Graduate School of Business Administration.
Od 1983 był zatrudniony na stanowisku docenta, a w 1993 został awansowany na stanowisko profesora nadzwyczajnego UAM. Był promotorem trzech rozpraw doktorskich na Wydziale Zarządzania Akademii Ekonomicznej w Poznaniu, w tym Artura Nowaka-Fara (1996). W latach 1981–1982 przebywał jako Visiting Professor of Marketing na Uniwersytecie Stanu Kalifornia, School of Business Administration and Economics. Następnie po uzyskaniu stopnia naukowego doktora habilitowanego, w latach 1985–1987, jako Visiting Professor of Marketing na Lamar University, College of Business w Teksasie.
W latach 1982–1986 oraz 1991–1995 był kierownikiem Katedry Nauk Ekonomicznych na WPiA UAM. Był też założycielem i kierownikiem Studium Zarządzania i Marketingu (1991–2009), a od roku 2003 do 2010 kierownikiem Zakładu Zarządzania i Marketingu w ramach Katedry Nauk Ekonomicznych. W latach 1978–1985 był dyrektorem Letniej Szkoły Biznesu i Ekonomii dla Obcokrajowców na UAM. Był również założycielem, prezydentem i wykładowcą (1988–1994) Poznańskiej Szkoły Menedżerów. W późniejszych latach był profesorem nadzwyczajnym Instytutu Zarządzania na Wydziale Ekonomii i Zarządzania Akademii Polonijnej oraz Wydziału Zarządzania PWSZ im. Prezydenta Stanisława Wojciechowskiego w Kaliszu.
Zmarł 18 czerwca 2018, został pochowany na Cmentarzu Junikowo (ozn. grobu CM2R9-2-3-5).